# Jesper Olsen
Jesper Olsen   (municipi de Faxe, 20 de març de 1961) és un exfutbolista danès de la dècada de 1980.
Fou 43 cops internacional amb la selecció de Dinamarca amb la qual participà en la Copa del Món de futbol de 1986.
Pel que fa a clubs, defensà els colors de AFC Ajax, Manchester United FC, FC Girondins de Bordeus i SM Caen.

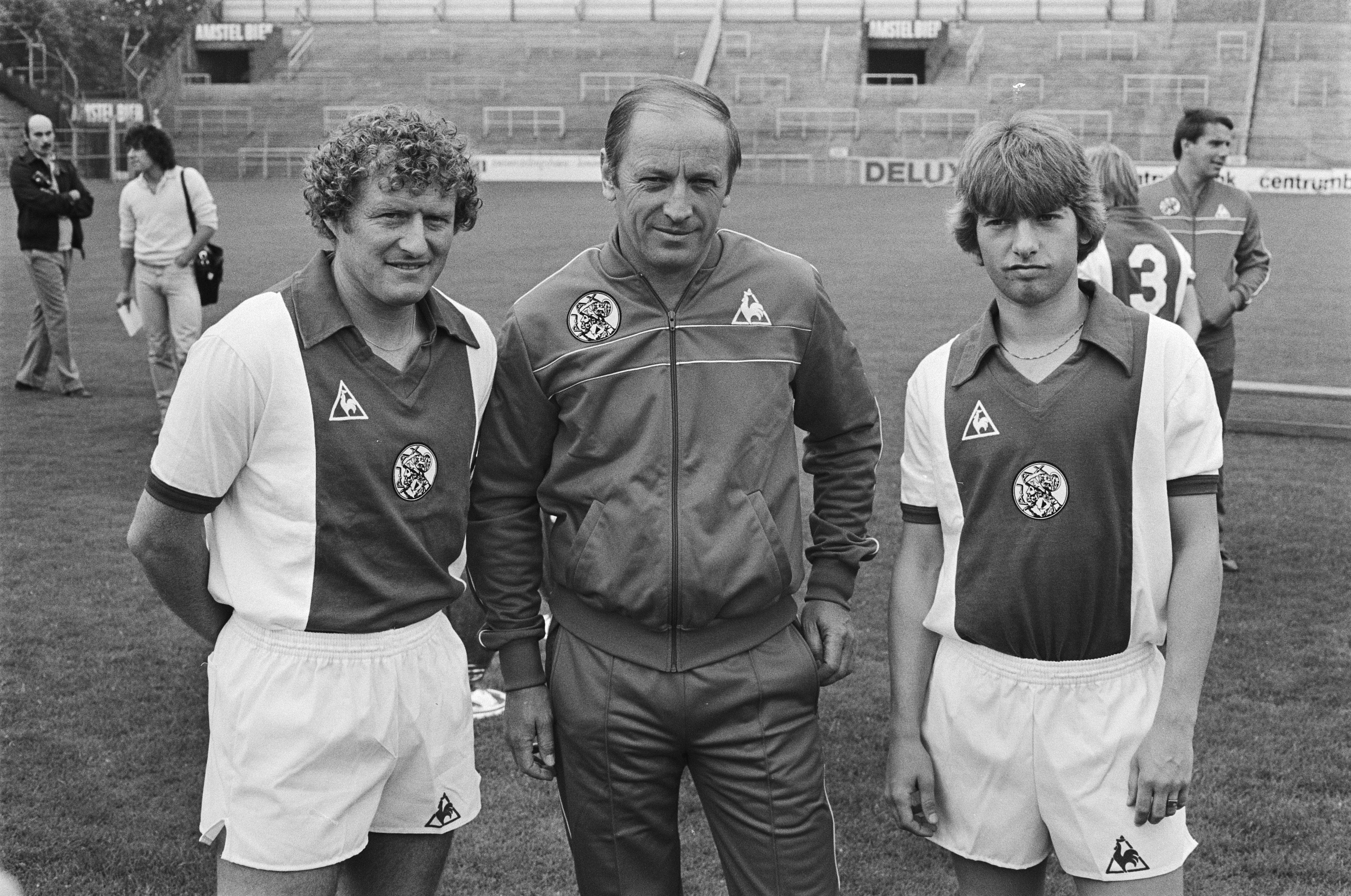
Wim Jansen, entrenador Kurt Linder i Jesper Olsen.